# Orzeł iberyjski

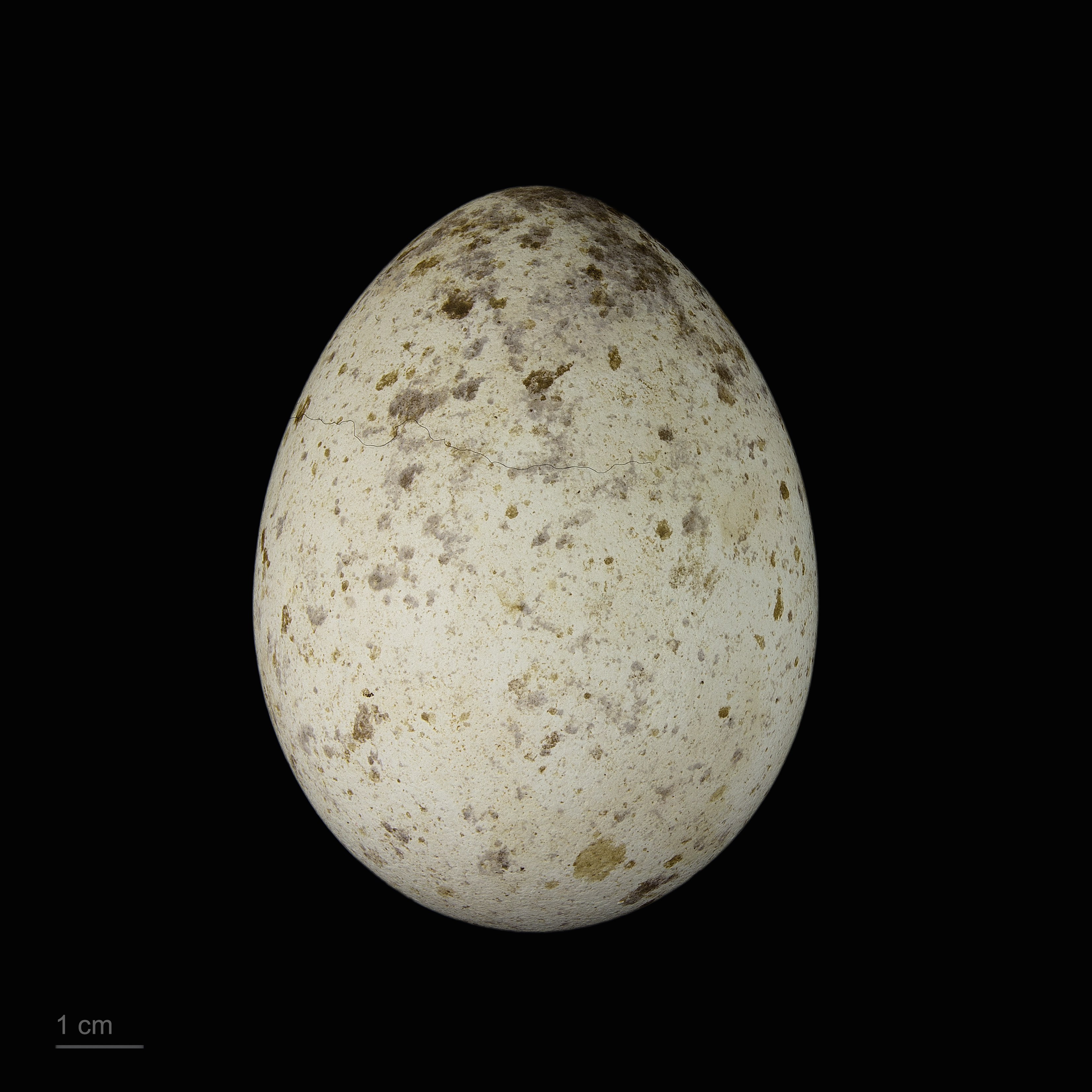
Jajo orła iberyjskiego

Orzeł iberyjski (Aquila adalberti) – gatunek dużego ptaka z rodziny jastrzębiowatych (Accipitridae), zamieszkującego Półwysep Iberyjski. Narażony na wyginięcie.
SystematykaOrzeł iberyjski był często uznawany za podgatunek orła cesarskiego (A. heliaca), z którym jest blisko spokrewniony. Nie wyróżnia się podgatunków.
Zasięg występowaniaZamieszkuje głównie środkową, południową i zachodnią Hiszpanię; niewielka, ale rosnąca populacja w Portugalii. Niektóre osobniki przelatują przez Cieśninę Gibraltarską i zimują w Maroku.

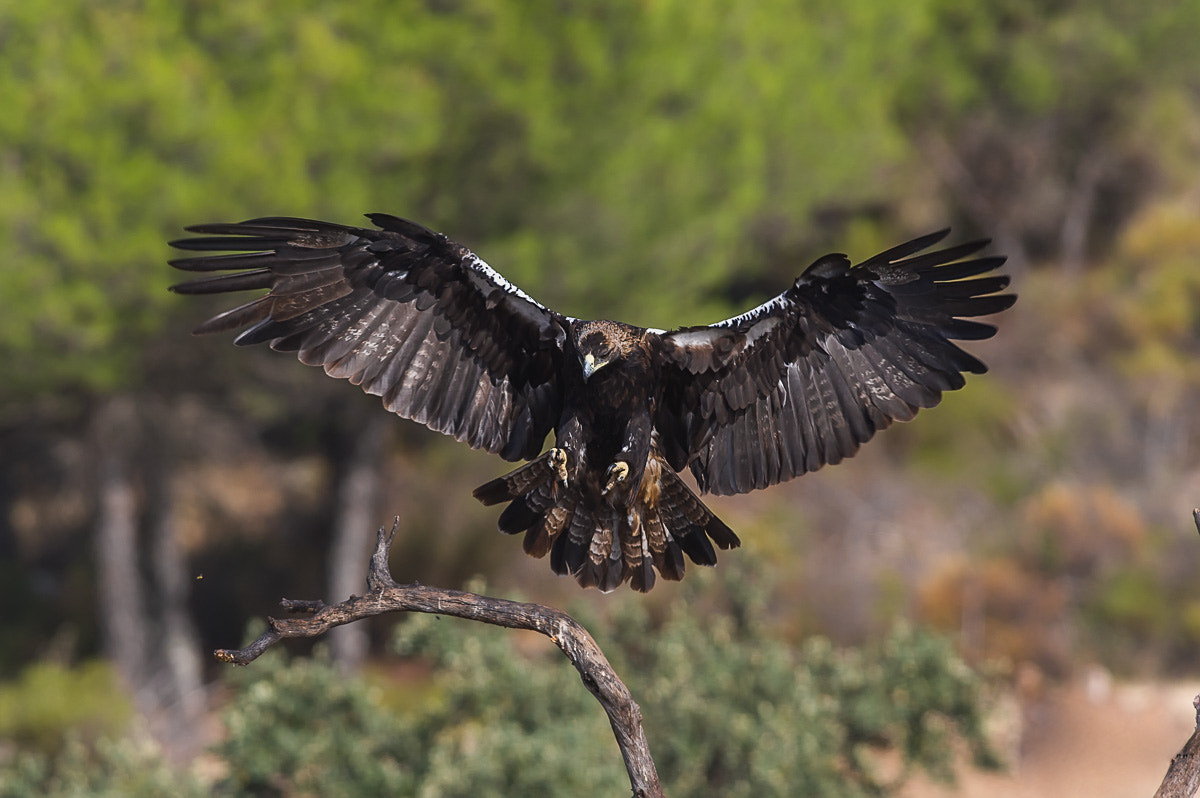
Orzeł iberyjski lądujący na gałęzi

MorfologiaDuży, majestatyczny orzeł; w locie charakteryzuje się z pozoru dość długimi skrzydłami. Długość ciała: 75–85 cm; rozpiętość skrzydeł: 180–215 cm. Dorosłe ptaki wydają się jednolicie ciemne, ale przy dobrej widoczności zauważalne ciemnobrązowe upierzenie. Charakterystyczna jest biała plama na barkówkach i biały przedni brzeg skrzydeł, jasnożółty kark i potylica. Młode ptaki czerwonobrązowe, z ciemnymi lotkami i ciemnym ogonem; sterówki, lotki oraz duże pokrywy skrzydłowe z jasnymi końcami.
ŚrodowiskoWystępuje w luźnych zadrzewieniach, w okolicach pól uprawnych.
RozródGniazdo to wielka konstrukcja z patyków, umieszczona na drzewie, rzadko na słupie energetycznym, nigdy na klifie. W zniesieniu 1–4 jaja, zwykle 2 lub 3. Wysiadywaniem zajmuje się niemal wyłącznie samica. Inkubacja rozpoczyna się od zniesienia pierwszego jaja i trwa 39–42 dni. Wśród piskląt silnie rozwinięty jest kainizm.
PożywienieW dużej części zasięgu podstawę jego diety stanowią króliki, na wilgotniejszych obszarach – ptaki do rozmiarów flaminga.
StatusMiędzynarodowa Unia Ochrony Przyrody (IUCN) uznaje orła iberyjskiego za gatunek narażony (VU – vulnerable). Ptak ten był bliski wymarcia – w latach 60. XX wieku żyło jedynie około 30 par. Dzięki podjętym działaniom ochronnym i wspomagającym oraz reintrodukcjom populacja zaczęła się systematycznie zwiększać. W 2016 roku liczebność populacji szacowano na około 970 dorosłych osobników (czyli 485 par lęgowych). Trend liczebności populacji nadal jest wzrostowy.